# Ceylalictus
Ceylalictus (лат.) — род пчёл, из подсемейства Nomioidinae семейства галиктид (Halictidae).

## Распространение
Восточное полушарие, главным образом палеотропика. В Палеарктике 6 видов.

## Описание
Мелкие металлически блестящие пчёлы (длина около 5 мм). Гнездятся в земле.

## Классификация
Около 30 видов из 3 подродов.
- Ceylalictus aldabranus (Cockerell, 1912)
- Ceylalictus appendiculatus (Cameron[англ.], 1903)
- Ceylalictus borneanus (Blüthgen[англ.], 1934)
- Ceylalictus capverdensis Pesenko, Pauly[вд] & LaRoche[вд], 2002
- Ceylalictus tumidus Pesenko, 1996
- Ceylalictus valdezi (Cockerell, 1915)
- Ceylalictus variegatus (Olivier, 1789)
- Ceylalictus warnckei Pesenko, 1983
- Другие виды